# فخر الدين رجحي
فخر الدين رجحي (مواليد 19 نوفمبر 1959) هو لاعب كرة قدم مغربي ومدرب سابق لنادي الوداد الرياضي، يُعتبر اللاعب الأكثر تتويجًا في تاريخ الوداد بـ 17 لقبًا، وأيضًا هداف النادي وأكثر لاعب مشاركة بالفريق 569 مباراة .

## إنجازاته

### كلاعب
الوداد الرياضي (17 لقب):
- الدوري المغربي الممتاز : 1976، 1977، 1978، 1986، 1990، 1991، 1993
- كأس العرش : 1978، 1979، 1981، 1989، 1994
- كأس محمد الخامس : 1979
- دوري أبطال إفريقيا : 1992
- الكأس الأفروآسيوية : 1993
- دوري أبطال العرب : 1989
- كأس السوبر العربي : 1992

فردية
- أفضل مهاجم مغربي : 1986، 1990، 1992، 1993
- أفضل مهاجم عربي : 1989
- أفضل مهاجم في دوري أبطال أفريقيا : 1992

### كمدرب
الوداد الرياضي :
- الدوري المغربي الممتاز : 2010

## روابط خارجية
- فخر الدين رجحي على موقع قاعدة بيانات كرة القدم.إي يو (الإنجليزية)
- فخر الدين رجحي على موقع ناشيونال فوتبول تيمز (الإنجليزية)